# Iémen

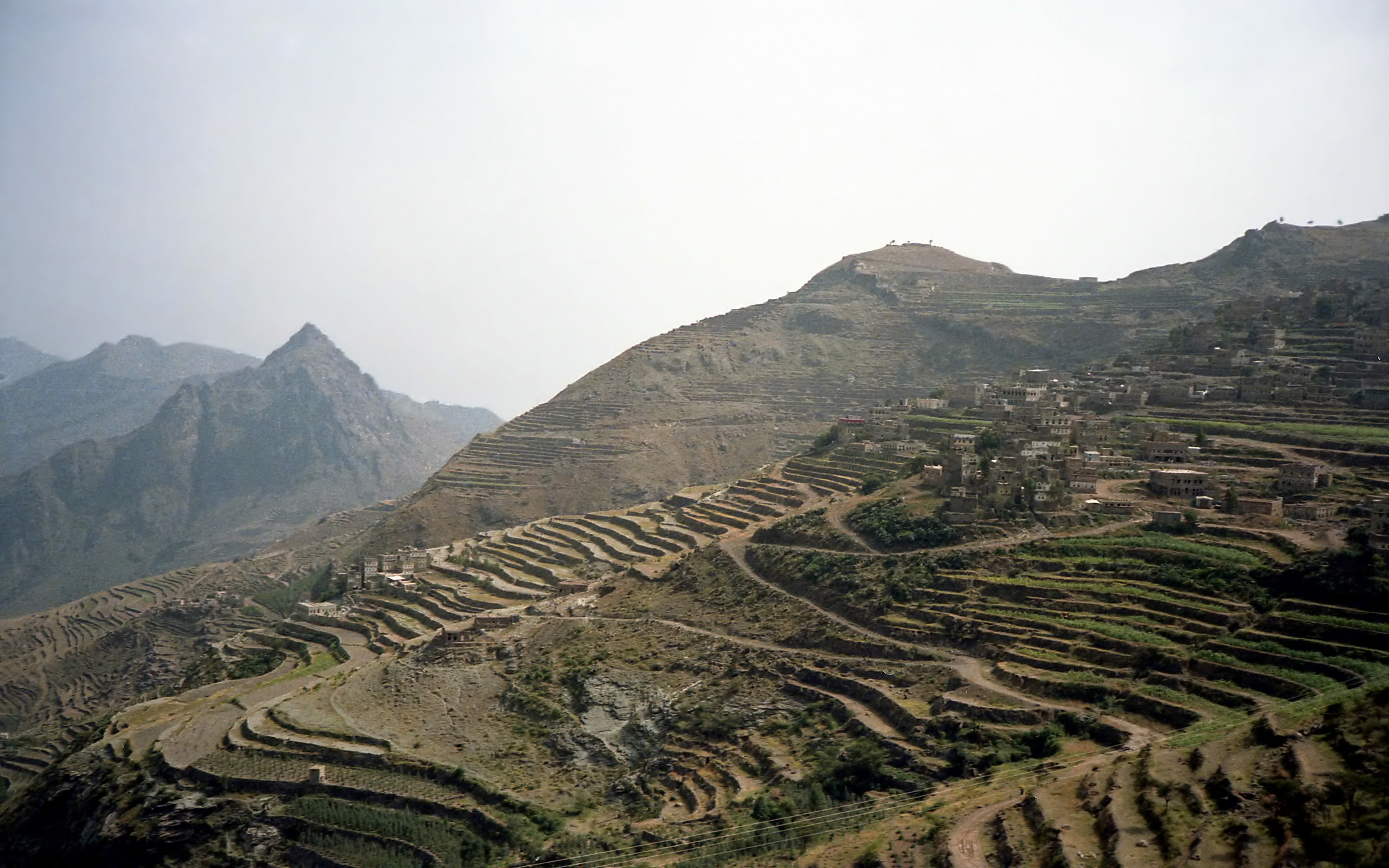
Montanhas do norte iemenita

O Iémen (português europeu) ou Iêmen (português brasileiro) (em árabe اليَمَن, transl. al-Yaman) é um país árabe que ocupa a extremidade sudoeste da Península da Arábia. É limitado a norte pela Arábia Saudita, a leste por Omã, a sul pelo mar da Arábia e pelo golfo de Adem, do outro lado do qual se estende a costa da Somália e a oeste pelo estreito de Babelmândebe, que o separa de Jibuti, e pelo mar Vermelho, que providencia uma ligação à Eritreia. Além do território continental, o Iémen inclui também algumas ilhas situadas ao largo do Corno de África, das quais a maior é Socotorá.
A capital e cidade mais populosa do país é Saná.
O país abrigou os Sabeus e o Reino de Sabá, um estado de negociação que floresceu por mais de mil anos e, provavelmente, também estendeu-se à Etiópia e a Eritreia. Em 275, a região caiu sob o domínio judeu, originando o Reino Himiarita. O cristianismo chegou no século IV, enquanto o judaísmo e o paganismo já estavam estabelecidos. O Islão espalhou-se rapidamente no século VII e as tropas iemenitas foram cruciais para a expansão das conquistas islâmicas iniciais. A administração do Iémen tem sido notoriamente difícil. Várias dinastias surgiram a partir do século XVI, sendo a raçúlida a mais forte e próspera. O país dividiu-se entre os impérios Otomano e Britânico, no início do século XX. O Reino Mutawakkilite do Iémen foi estabelecido após a Primeira Guerra Mundial, sendo que o Iémen do Norte tornou-se na República Árabe do Iémen, em 1962, enquanto o Iémen do Sul continuou a ser um protetorado britânico até 1967. Os dois Estados uniram-se para formar a moderna República do Iémen em 1990.
O Iémen é um país em desenvolvimento. Sob o governo do presidente Ali Abdullah Saleh, o Iémen foi descrito como uma cleptocracia. De acordo com o Índice de Percepção da Corrupção, divulgado pela Transparência Internacional, o Iémen está classificado na 164ª posição entre 182 países pesquisados. A 15 de janeiro de 2011, uma série de protestos contra a pobreza, o desemprego e a corrupção foram iniciados no país, bem como contra o projeto de alteração da Constituição do Iémen e eliminação do limite de mandatos presidenciais. Durante o período da Primavera Árabe, o país entrou em uma grande instabilidade política e social. Desde então, está mergulhado em uma sangrenta guerra civil, que já deixou 22 milhões de pessoas em situação de vulnerabilidade, segundo a ONU.

## História

### Século XX
Em 1967, a parte sul do Iémen, uma antiga colónia britânica, tornou-se um Estado comunista. As posições revolucionárias do governo do Iémen do Sul causaram seu isolamento dentro da Península Arábica. As monarquias absolutas da região consideram-se ameaçadas, vendo o Iémen do Sul como a vanguarda de potenciais movimentos revolucionários em seus próprios estados. Estes, em particular a Arábia Saudita, promovem o isolamento económico do país e apoiam as incursões armadas de grupos da oposição, forçando o regime a concentrar-se nas despesas militares e de defesa à custa do desenvolvimento. O Iémen do Sul foi alvo de várias intervenções militares: da Arábia Saudita em Outubro de 1968, Dezembro de 1969 e Novembro de 1970; do Iémen do Norte em Setembro e Outubro de 1972; e aviões britânicos bombardearam a cidade de Haufe em Maio de 1972. As dificuldades económicas são ainda agravadas pelo encerramento do Canal do Suez a partir de Junho de 1967 (que esteve na base de grande parte das actividades do porto de Adem) e pela fuga da elite económica do sector privado, levando consigo os seus activos financeiros. O hinterlândia, principalmente o deserto, tem um potencial limitado.
Apesar deste ambiente hostil, o regime do Iémen do Sul está a adoptar reformas políticas, sociais e económicas significativas: educação universal, serviços de saúde gratuitos, igualdade formal para as mulheres. O governo também está a tentar combater o tribalismo. A diferença entre as condições de vida rurais e urbanas é consideravelmente reduzida; o regime, cujos líderes eram alguns de origem rural, assegurou que o campo não fosse negligenciado, apesar da sua baixa densidade populacional e da dimensão geográfica do país. No entanto, os conflitos recorrentes entre facções no seio do governo acabarão por minar a sua credibilidade.
A 22 de Maio de 1990 foi criada a República do Iémen, resultando da unificação entre a República Árabe do Iémen (ou Iémen do Norte) e a República Democrática do Iémen (ou Iémen do Sul).
A República Árabe do Iémen tinha-se tornado independente do Império Otomano em Novembro de 1918 e a República Democrática do Iémen alcançou a independência do Reino Unido a 30 de Novembro de 1967. A ilha de Socotorá, localizada estrategicamente na entrada do golfo de Adem, foi incorporada no território iemenita em 1967.
Até 2011, o país estava sendo governado por Ali Abdullah Saleh, no poder havia 33 anos. Durante os fortes protestos do período que ficou conhecido como a Primavera Árabe, Saleh foi forçado a renunciar e deixar no poder o seu vice-presidente, Abd-Rabbu Mansour Hadi. A transição de poder, no entanto, fracassou, e Hadi precisou se exilar para fugir dos ataques de grupos armados hutis, que seguem o islamismo xiita e buscavam dominar o país. Para restabelecer o poder de Hati, uma coalizão liderada pela Arábia Saudita, país de maioria sunita, entrou em combate contra os hutis — grupo supostamente financiado pelo Irã xiita — causando uma guerra civil que já deixou cerca de 10 mil mortos e milhões de desabrigados e desassistidos. Apesar da duração dos conflitos e das perdas humanas e sociais, a guerra civil iemenita tem recebido pouca atenção na última década, principalmente no Ocidente, fato pelo qual tem sido chamada de "a guerra esquecida".
Depois do início da operação de retaliação Israelense na Faixa de Gaza, em 19 de outubro de 2023, rebeldes houthis dispararam diversos mísseis e drones em direção a Israel e em seguida alertaram que iriam atacar todos os navios que viajarem pelo mar Vermelho em direção a Israel.  Em novembro, forças houthis sequestraram um navio de carga ligado a Israel no Mar Vermelho e nos meses seguintes, passaram a atacar diversos outros navios mercantes que pretensamente se vinculariam aos interesses israelenses, ataques estes que alegam que não irão suspender enquanto Israel mantiver a ocupação da Faixa de Gaza. 

## Geografia
Com 527 970 km², o Iémen é o 49.° maior território do mundo, com uma área comparável à da França ou à do Estado brasileiro da Bahia e 5,7 vezes maior que Portugal. Localiza-se na Ásia Ocidental, ao longo da metade meridional da Península Arábica, cercado pelo mar da Arábia, pelo Golfo de Adem e pelo mar Vermelho. Encontra-se a sul de Arábia Saudita e oeste de Omã, entre as latitudes 12° e 19° N e longitudes 42° e 55° E. O país pode ser dividido geograficamente em quatro regiões principais: as planícies costeiras do oeste, o planalto ocidental, os planaltos orientais, e o Rub' al-Khali no leste.
O Tiama ("terra quente" ou "terras quentes") forma uma planície costeira muito árida e plana ao longo de toda costa do mar Vermelho do Iémen. Apesar da aridez, a presença de muitas lagoas torna esta região muito pantanosa e um terreno fértil adequado para mosquitos que transmitem a malária. Há extensas dunas de areia em forma de meia-lua. A evaporação no Tiama é tão grande que os fluxos das terras altas nunca chegam ao mar, mas eles contribuem para extensas reservas de águas subterrâneas, que são intensamente exploradas para uso agrícola. Perto da aldeia de Madar, ao norte de Saná, foram encontradas pegadas de dinossauros, indicando que a área teve lama. O Tiama termina abruptamente na escarpa das montanhas ocidentais. Esta área, agora fortemente baseada em terraceamento para atender a demanda por alimentos, recebe a maior precipitação da península Arábica, aumentando rapidamente de 100 mm por ano para cerca de 760 mm em Taiz e aproximadamente 1 000 mm em Ibb. As temperaturas são quentes no dia, mas caem drasticamente durante a noite. Há rios perenes nas terras altas, mas estes nunca chegam ao mar por causa da alta taxa de evaporação no Tiama.
As terras altas centrais são um extenso planalto sobre uma elevação de 2 000 m. Esta área é mais seca do que as montanhas ocidentais, mas ainda recebe chuva suficiente em anos chuvosos para extenso cultivo. O armazenamento de água permite a irrigação e o cultivo de trigo e cevada. Saná está nesta região. O ponto mais alto no Iémen é Jabal um Nabi Shu'ayb, com 3 666 m.
A parcela do deserto Rub' al-Khali no leste é muito menor, geralmente abaixo de 1 000 m, e recebe quase nenhuma chuva, sendo preenchida apenas por pastores beduínos de camelos. A crescente escassez de água é uma fonte de crescente preocupação internacional.
Dentre as mais importantes ilhas do Iémen, destacam-se Hanish, Kamaran e Perim (ambas no mar Vermelho) e Socotorá (no mar da Arábia). Muitas são de origem vulcânica, por exemplo Jabal al-Tair, que teve registrada uma erupção vulcânica em 2007 e, antes disso, em 1883.

## Política
O chefe de Estado do Iémen é o presidente, que é eleito para um mandato de sete anos. O presidente é responsável pela nomeação do vice-presidente, do primeiro-ministro e dos membros do governo. O poder legislativo reside no parlamento de duas câmaras. A câmara alta do parlamento recebe o nome de Shura, sendo composta por 111 membros nomeados pelo Presidente. A câmara baixa é constituída 301 membros eleitos para mandatos de seis anos.

### Símbolos nacionais

#### Bandeira
A bandeira nacional do Iémen foi adotada a 22 de maio de 1990, no mesmo dia que o Iémen do Norte e o Iémen do Sul se unificaram. O padrão de faixas vermelha, branca e preta também estava presente nas bandeiras destes países, simbolizando pan-arabismo, assim como as bandeiras do Egipto, Síria, Iraque, entre outras.
Segundo a descrição oficial, as cores significam:
- Vermelho: representa o derramamento de sangue de mártires e unidade;
- Branco: representa o futuro brilhante;
- Preto: representa o passado escuro.

#### Brasão de armas
O brasão de armas do Iémen retrata uma águia dourada com um pergaminho entre as suas garras. Sobre a rolagem, está escrito o nome do país em árabe: الجمهورية اليمنية ou Al-Jumhuriyyah Al-Yamaniyah. O peito da águia contém um escudo que retrata plantas de café e os Marib Dam, sendo que abaixo se encontram quatro listras azuis e três listras brancas, em forma de ondulação. Os suportes, à direita e à esquerda da águia, seguram a Bandeira do Iémen.

#### Hino nacional
"República Unida" é o hino nacional do Iémen. Escrito por Abdallah "al-Fadhool" Abdulwahab Noman e composto por Ayob Tarish, foi o hino da República Popular Democrática do Iémen (Iémen do Sul) e tornou-se o hino de todo o Iémen, com a unificação dos dois em 1990.

### Forças Armadas

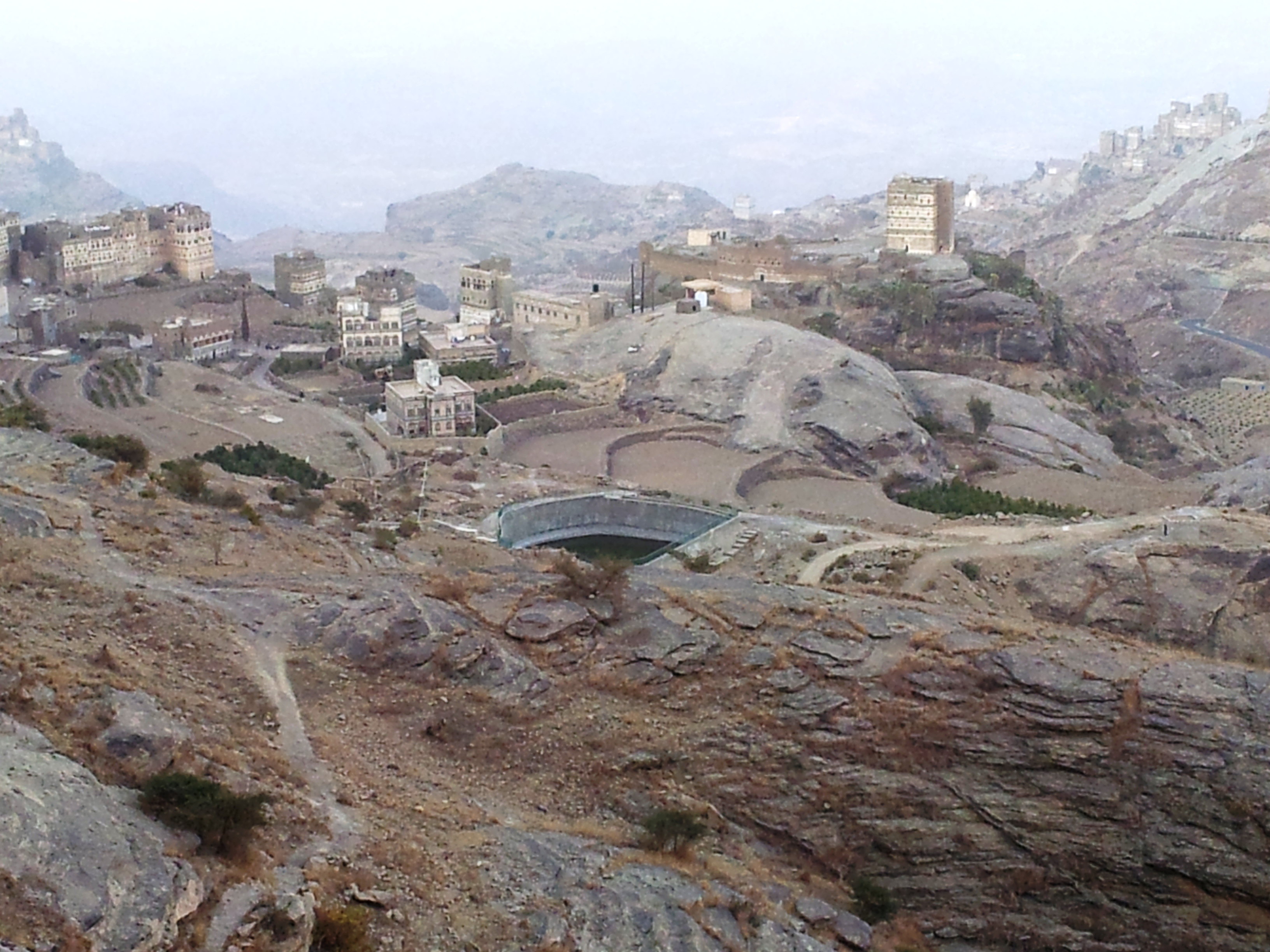
Reservatório de água em Haraz

Criadas em 1990, as Forças Armadas do Iémen são compostas pelo Exército, pela Marinha, e pela Força Aérea. Elas têm um papel importante na história do país, principalmente nos últimos conflitos em que o país esteve envolvido. A frota de veículos do Exército é composta, principalmente, por carros Ex-Soviéticos. Já as armas são na maioria norte-americanas. Por conta dos conflitos com a Al-Qaeda, as Forças armadas vêm recebendo grandes investimentos estrangeiros para capacitar melhor o armamento iemenita.[carece de fontes?]

## Demografia
Eis alguns dados sobre a demografia do Iémen:
- Composição étnica: os iemenitas são árabes; há uma reduzida minoria persa no litoral norte.
- Religião: islão (oficial). Muçulmanos, 99,9%; outros, 0,1%.
- Idiomas: árabe (oficial).

## Subdivisões

Mapa de subdivisões do Iémen

O Iémen está dividido em 19 províncias (muhafazat) e uma cidade (capital):
1. Abyan
2. 'Adan
3. Ad Dali'
4. Al Bayda'
5. Al Hudaydah
6. Jaufe
7. Al Mahrah
8. Al Mahwit
9. 'Amran
10. Dhamar
11. Hadramaute
12. Hajjah
13. Ibb
14. Lahij
15. Ma'rib
16. Sadá
17. Saná
18. Chabua
19. Taiz

- Saná (cidade)

## Economia

Principais produtos de exportação do Iêmen em 2019.

A economia do Iémen é predominantemente rural e agrícola. É favorecida, nesse aspecto, por ser a única região da península árabe com chuvas regulares. O país em 2013 contava com mais de 1,3 milhão de menores de 14 anos trabalhando.
Das rendas originadas pelas exportações, 95% são devidas ao petróleo. É, no entanto, o país mais pobre do Médio Oriente.
A expulsão de mais de um milhão de trabalhadores iemenitas da Arábia Saudita durante a Guerra do Golfo, em 1990, teve como consequência um acentuado declínio económico. A desigualdade social do país é considerada mediana e menor do que alguns países da OCDE.
Eis alguns indicadores da economia do Iémen:
- Dívida pública: 93% do produto nacional bruto;
- Renda per capita: 380 dólares (1,2% dos Estados Unidos).

## Infraestrutura

### Educação
A taxa de alfabetização de adultos em 2010 foi de 64%. A meta governamental é reduzir o analfabetismo para menos de 10% até 2025. Embora o governo do Iêmen forneça educação universal, obrigatória e gratuita para crianças de seis a quinze anos, a frequência obrigatória nem sempre é aplicada. A Estratégia Nacional de Desenvolvimento da Educação Básica, elaborada em 2003, tem como objetivo fornecer educação a 95% das crianças iemenitas com idades entre seis e quatorze anos e também diminuir a diferença educacional entre homens e mulheres nas áreas urbanas e rurais.
Um projeto de sete anos para melhorar a equidade de gênero e a qualidade e eficiência do ensino médio, com foco em meninas nas áreas rurais, foi aprovado pelo Banco Mundial em março de 2008. Depois disso, o Iêmen aumentou seus gastos com educação de 5% do PIB em 1995 para 10% em 2005. Em 2015, a taxa de alfabetização para pessoas com 15 anos ou mais foi estimada em 70,1%, sendo maior entre os homens (85,1%) do que entre mulheres (55%). A expectativa de vida escolar, do ensino primário ao superior, era de 9 anos de estudos em 2011.
De acordo com o Webometrics Ranking of World Universities, as universidades mais bem classificadas do país são a Universidade de Ciência e Tecnologia do Iêmen (6532º em todo o mundo), a Universidade Al Ahgaff (8930º) e a Universidade de Saná (11043º). O Iêmen ficou em 131º no Índice de Inovação Global em 2021, caindo duas posições em relação a 2019.

## Cultura
O Iémen é um país culturalmente rico com influência de muitas civilizações, como a antiga civilização de Sheba.

### Mídia
A transmissão de rádio no Iémen começou nos anos 40, quando o país ainda era dividido entre o Sul, do Império Britânico, e o Norte dos Imami. Após a unificação do Iémen, em 1990, o governo reformou as corporações e fundou mais alguns canais de rádio que fazem transmissões locais. Contudo, isso recuou após 1994, devido à destruição da infraestrutura provocada pela guerra civil.
A televisão é a plataforma mais significativa do Iémen. Dado o alto índice de analfabetismo no país, a televisão é e principal fonte de notícias dos iemenitas. Existem seis canais de TV aberta no país, dos quais quatro deles são estatais.
A indústria de cinema iemenita encontra-se no seu estágio inicial; apenas dois filmes iemenitas haviam sido lançados até 2008.[carece de fontes?]

### Desportos
O futebol é o desporto mais popular do Iémen. A seleção nacional do Iémen compete na FIFA e na Confederação Asiática de Futebol. O país também possui diversas equipas de futebol que disputam em ligas nacionais e internacionais.
As montanhas do Iémen provêm muitas oportunidades para desportos ao ar livre, como ciclismo, escalada, hill climbing, salto em montanha, e alpinismo mais desafiador. Alpinismo e viagens de canoa para as Montanhas Sarawat e a Jabal an Nabi Shu'ab, incluindo os picos de 5 000 m na região, são organizadas sazonalmente por agências de alpinismo locais e internacionais.
A costa do Iémen e da ilha de Socotorá também oferece oportunidades de desportos aquáticos, como surfe, bodyboarding, vela, natação e mergulho. A ilha de Socotorá é um dos melhores destinos do mundo para a prática do surf.
O salto sobre camelo é popular na tribo Zaraniq, da costa oeste do Iémen, na planície desértica do mar Vermelho. Os camelos são reunidos e dispostos lado a lado. Os atletas saltam ao largarem em movimento para ganharem altura e distância no ar. Os saltadores treinam durante o ano todo para as competições. Os membros da tribo amarram suas vestes ao redor da cintura para não se atrapalharem ao correr e saltar.
O maior evento desportivo do Iémen foi a Copa das Nações de 2010, em Adem e Abyan, no sul do país, a 22 de novembro de 2010. Esperava-se que o Iémen fosse o competidor mais forte, mas foi derrotado nos três primeiros jogos do torneio.

### Feriados
| Data           | Feriado               | Observação                                        |
| -------------- | --------------------- | ------------------------------------------------- |
| 1 de maio      | Dia do Trabalho       |                                                   |
| 22 de maio     | União Nacional        | Celebra a unificação da República do Iémen        |
| 26 de setembro | Dia da Revolução 1962 | Celebra a revolução contra os Iémens do norte     |
| 14 de outubro  | Dia da Revolução 1964 | Celebra a revolução contra Britânicos no sul      |
| 30 de novembro | Dia da Evacuação      | Saída do último soldado Britânico do Iémen do Sul |